# Symbian Foundation
Die Symbian Foundation ist eine Non-Profit-Organisation, die bis November 2010 (mit einer Übergangsfrist bis April 2011) die Symbian-Plattform überwachte, ein Betriebssystem für Handys, das auf dem von der Symbian Ltd. entwickelten und lizenzierten Symbian OS basiert. Die Symbian Foundation entwickelte die Plattform nicht direkt, sondern bewarb, koordinierte und überwachte die Kompatibilität zwischen Symbian-Entwicklungen. Die Foundation bot auch Services für ihre Mitglieder und die Entwickler-Community, etwa die Sammlung und Verbreitung des Quelltexts, Software Development Kits, Dokumentation und die Verbreitung von Symbian-Anwendungen.
Im November 2010 gab Nokia bekannt, die Entwicklung der Symbian-Plattform nach einer Übergangsfrist ab April 2011 komplett selbst zu übernehmen. Die Foundation war seitdem nur noch für die Lizenzierung des Betriebssystems zuständig. Nokia hatte auch bis dahin die Hauptlast der Symbian-Entwicklung getragen, musste jedoch die Neuerungen stets über die Stiftung in einem umständlichen Prozess von den Konkurrenten genehmigen lassen und mit ihnen abstimmen. Zuletzt waren wichtige Mitglieder abgesprungen, wie Sony Ericsson und Samsung, die mitgeteilt haben, keine Symbian-Handys mehr herzustellen.
Die Foundation (englisch für Stiftung) wurde von Nokia, Sony Ericsson, NTT DoCoMo, Motorola, Texas Instruments, Vodafone, LG Electronics, Samsung Electronics, STMicroelectronics und AT&T gegründet.
Veröffentlichungen der Symbian-Plattform wurden als Symbian^1, Symbian^2 etc. bezeichnet (ausgesprochen als "Symbian eins", "Symbian zwei"). Obwohl ursprünglich erst für Mitte 2010 vorgesehen, wurde die Symbian^3-Plattform bereits am 4. Februar 2010 unter der Eclipse Public License, einer Open-Source-Lizenz, veröffentlicht. Laut der Symbian Foundation war das weltweit die bisher größte Code-Basis, die als Open Source veröffentlicht wurde. Der vollständige Quelltext einer früheren Veröffentlichung der Symbian-Plattform, Symbian^2, war nach wie vor auf Mitglieds-Organisationen beschränkt; die Mitgliedschaft stand allerdings allen interessierten Firmen und Organisationen offen.
Im Gegensatz zum früheren Symbian OS, das ein zusätzliches User-Interface-System (UI) benötigte (entweder S60, UIQ oder MOAP(s)) beinhaltete die Symbian-Plattform eine UI-Komponente.

## Mitglieder
Mitglieder waren im Oktober 2010:
| Gerätehersteller                                             | Service- und Software-Unternehmen | Finanzdienstleister | Halbleiter-Hersteller | Mobilfunkanbieter                                                                                        |
| ------------------------------------------------------------ | --- | ------------------- | --- | --- |
| - Fujitsu - Huawei - Nokia - Samsung - Sharp - Sony Ericsson | - AOL - Atelier - Dextra - Digia - Comarch - EA Mobile - Elektrobit - HP - Immersion Corporation - Inmote - InnoPath Software - Ixonos - Opera Software - Plusmo - Sasken - Sesca - staircase13 - Symsource - Teleca - Tieto - Wipro Technologies - MySpace | - Visa              | - ARM - Broadcom - Ericsson - Freescale Semiconductor - Marvell - Renesas - STMicroelectronics - Texas Instruments - Qualcomm - SanDisk - SiRF | - 3 - América Móvil - AT&T - KTF - NTT DoCoMo - Orange - SoftBank - T-Mobile - Telecom Italia - Vodafone |